# 伯伦 (萨克森州)
伯伦（德語：Böhlen，發音：[ˈbøːlən] ⓘ）是德国萨克森州莱比锡县的城市，面积24.56平方千米，2023年12月31日人口为6,931人。